# Heather Thatcher

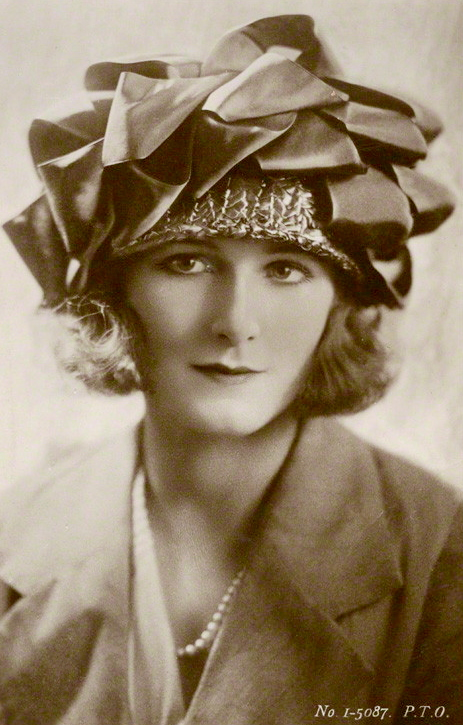
Heather Thatcher (Anfang der 1920er-Jahre)

Heather Thatcher (* 3. September 1896 in London, England; † 15. Februar 1987 ebenda) war eine britische Schauspielerin, Sängerin und Tänzerin.

## Leben und Karriere
Heather Thatcher begann ihre Showkarriere bereits in jungen Jahren als Tänzerin und Sängerin auf dem Londoner West End. Ab Anfang der 1920er-Jahre trat Thatcher zusätzlich als Schauspielerin auf, zunächst vor allem in leichten Musikkomödien wie Oh Daddy und Warm Corner. Zu ihren größten Erfolgen zählten Musikkomödien wie Sally (1921) und Primrose (1924). Mit dem 1926 aufgeführten Stück Thy Name Is Woman schaffte die blonde Darstellerin den Durchbruch zur ernsthaften Schauspielerei. In den folgenden Jahrzehnten spielte sie in angesehenen Schauspielhäusern wie Ivor Novellos Strand Theatre in London oder dem London Coliseum.
Ihren ersten Filmauftritt hatte Thatcher bereits 1915 in einer frühen Version des Gefangenen von Zenda. In der Folge blieben jedoch ihre Filmauftritte während der Stummfilmzeit Mangelware. Ab Anfang der 1930er-Jahre spielte sie in britischen Filmproduktionen wie dem Drama Loyalties (1933) mit Basil Rathbone oder dem Abenteuerfilm Das Privatleben des Don Juan (1934) mit Douglas Fairbanks senior in seiner letzten Hauptrolle. Ihren ersten Hollywood-Film hatte sie bereits 1932 mit But the Flesh Is Weak neben Robert Montgomery gedreht. Zwischen 1937 und 1944 arbeitete sie regelmäßig in Hollywood und war vor allem in Nebenrollen als – oftmals exzentrische – Upper-Class-Dame zu sehen, darunter als französische Königin in Wenn ich König wär sowie im Thriller Das Haus der Lady Alquist mit Ingrid Bergman. Anschließend kehrte sie nach Großbritannien zurück, wo sie unter anderem als Gräfin Iwanowna in Anna Karenina (1948) neben Vivien Leigh spielte. 1955 drehte sie ihren letzten von 48 Filmen.
Heather Thatcher verstarb 1987 im Alter von 90 Jahren.

## Filmografie (Auswahl)
- 1916: Altar Chains
- 1919: The First Men in the Moon
- 1929: The Plaything
- 1933: Loyalties
- 1934: Das Privatleben des Don Juan (The Private Life of Don Juan)
- 1935: Mein Herz der Königin (The Dictator)
- 1937: Tovarich
- 1938: Wenn ich König wär (If I Were King)
- 1938: Girls’ School
- 1939: Drei Fremdenlegionäre (Beau Geste)
- 1941: Menschenjagd (Man Hunt)
- 1942: We Were Dancing
- 1942: The Undying Monster
- 1942: Abenteuer in der Südsee (Son of Fury: The Story of Benjamin Blake)
- 1942: Der Besessene von Tahiti (The Moon and Sixpence)
- 1943: Gefährliche Flitterwochen (Above Suspicion)
- 1943: Das zweite Gesicht (Flesh and Fantasy)
- 1944: Das Haus der Lady Alquist (Gaslight)
- 1948: Anna Karenina
- 1949: Die Tingeltangelgräfin (Trottie True)
- 1951: Dakapo (Encore)
- 1952: Eine verrückte Familie (Father's Doing Fine)
- 1955: Lockende Tiefe (The Deep Blue Sea)